# 利富卡島

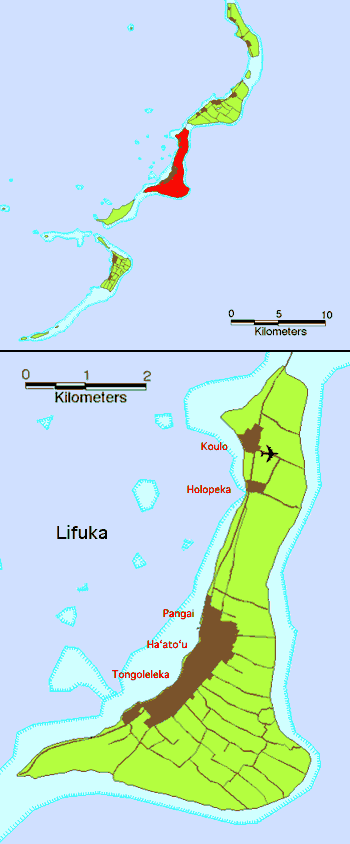
（上）利富卡島於哈派群島的位置；（下）利富卡島地圖

利富卡島是太平洋島國湯加的島嶼，屬於哈派群島的一部分，位於該國首都努庫阿洛法東北面，面積11.42平方公里，島上種植芋頭、水果和椰子，1996年人口2,968。
19°47′56″S 174°21′24″W / 19.79889°S 174.35667°W